# Jardines Colgantes de Babilonia

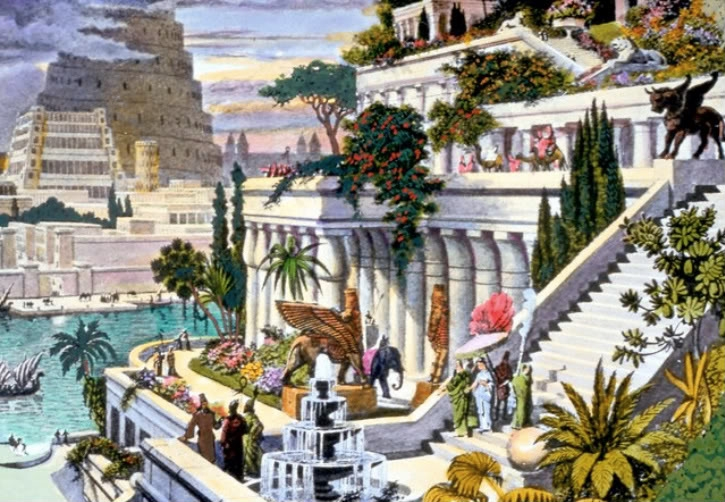
Representación de los Jardines colgantes de Babilonia, con la Torre de Babel en el fondo.
Pintura hecha en el.

Los Jardines Colgantes de Babilonia, una de las siete maravillas del mundo antiguo, fueron construidos en el siglo VI a. C. durante el reinado de Nabucodonosor II en la antigua ciudad de Babilonia (Babel de los textos bíblicos), a orillas del río Éufrates (Mesopotamia). Las aguas para regar las plantas eran traídas desde  las orillas del río, que se encontraba en las faldas de la montaña. En los jardines se plantaron palmeras y árboles frutales, como el dátil y los cocos.
Se cree que sus diseños y construcciones se iniciaron en 600 a. C., por orden del gobernante en esa época Nabucodonosor II de la dinastía caldea del Imperio neobabilónico, como muestra de amor hacia su esposa Amitis, hija del rey Ciáxares del Imperio medio (Media o "Umman Manda"), para recordarle las montañas de su tierra. Es considerada una de las siete maravillas del mundo antiguo junto con la Gran Pirámide de Guiza, el templo de Artemisa en Éfeso, la estatua de Zeus en Olimpia, el Mausoleo de Halicarnaso, el Coloso de Rodas y el Faro de Alejandría.
Los Jardines Colgantes son la única de las Siete Maravillas cuya ubicación no se ha establecido definitivamente. No hay textos babilónicos existentes que mencionen los jardines, y no se ha encontrado ninguna evidencia arqueológica definitiva en Babilonia. Se han sugerido tres teorías para explicar esto: en primer lugar, que eran puramente míticos, y las descripciones encontradas en los antiguos escritos griegos y romanos (incluyendo los de Estrabón, Diodoro Sículo y Quinto Curcio Rufo) representaban un ideal romántico de un jardín oriental; en segundo lugar, que existieron en Babilonia, pero fueron destruidos en algún momento alrededor del siglo I d. C.; y, en tercer lugar, que la leyenda se refiere a un jardín bien documentado que el rey asirio Senaquerib (704-681 a. C.) construyó en su capital, Nínive, en el río Tigris, cerca de la moderna ciudad de Mosul.

## Historia y leyendas de los Jardines
Hacia el año 600 a. C., Nabucodonosor II, rey de los caldeos, quiso hacer a su esposa Amitis, hija del rey de los medos, un regalo que demostrara su amor por ella y le recordara las hermosas montañas de su florida tierra, tan diferentes de las grandes llanuras de Babilonia.
Según otra leyenda, en cambio, los jardines habrían sido creados en el siglo IX. Cerca de 810 a. C., reinaba Sammuramat en Asiria y Babilonia, llamada Semíramis por los griegos, viuda de Shamshiadad V, y regente de su hijo Adad-nirari III. Fue una reina valiente. Se dice que conquistó India y Egipto, pero no resistió que su hijo conspirara para derrotarla, y se suicidó.
Los jardines pertenecían a la Mesopotamia antigua y se cuentan entre las siete maravillas del mundo antiguo.

## Descripciones en la literatura clásica
Hay cinco escritores principales cuyas descripciones de Babilonia existen de alguna forma en la actualidad. Estos escritores se preocupan por el tamaño de los Jardines Colgantes, su diseño general y los medios de irrigación, y por qué fueron construidos.
Josefo (c. 37-100 dC) cita una descripción de los jardines de Beroso, un sacerdote babilonio de Marduk, cuyo escrito c. 290 aC es la primera mención conocida de los jardines. Beroso describió el reinado de Nabucodonosor II y es la única fuente que atribuye a ese rey la construcción de los Jardines Colgantes.

En este palacio erigió muros muy altos, sostenidos por pilares de piedra; y plantando lo que se llamaba un paraíso pensil, y repoblándolo con toda clase de árboles, hizo que la perspectiva se pareciera exactamente a la de un país montañoso. Esto lo hizo para complacer a su reina, porque se había criado en Media y le gustaban las zonas montañosas.

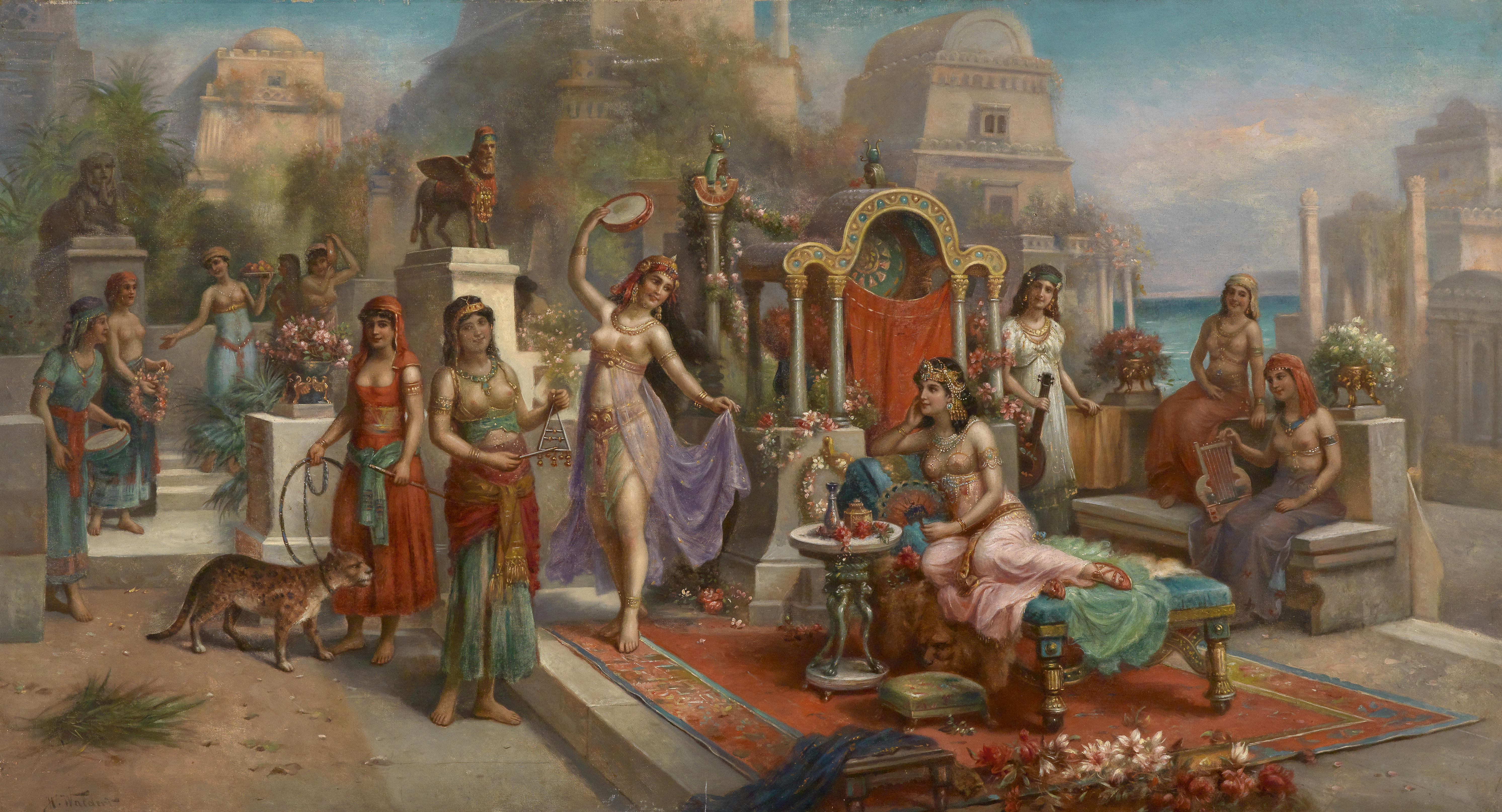
Jardines colgantes de Semiramis, por H. Waldeck

Diodoro Sículo (en activo c. 60-30 a. C.) parece haber consultado los textos del siglo IV a. C. tanto de Cleitarco (historiador de Alejandro Magno) como de Ctesias de Cnido. Diodoro atribuye la construcción a un rey sirio. Afirma que el jardín tenía forma cuadrada y que cada lado medía aproximadamente cuatro plethra. El jardín estaba escalonado y la galería superior tenía 50 codos de altura. Los muros, de 6 metros de grosor, eran de ladrillo. Las bases de las secciones escalonadas eran lo suficientemente profundas como para permitir el crecimiento de las raíces de los árboles más grandes, y los jardines se regaban desde el cercano Éufrates.
Quinto Curcio Rufo (siglo I d. C.) se basó probablemente en las mismas fuentes que Diodoro. Afirma que los jardines estaban situados en la cima de una ciudadela, que tenía 20 stadia de circunferencia. Atribuye la construcción de los jardines a un rey sirio, de nuevo por la razón de que su reina echaba de menos su tierra natal.
El relato de Estrabón (c. 64 a. C. - 21 d. C.) posiblemente basó su descripción en el relato perdido de Onesícrito del siglo IV a. C. Afirma que los jardines se regaban por medio de un tornillo de Arquímedes que conducía a los jardines desde el río Éufrates.
La última de las fuentes clásicas que se cree independiente de las demás es Manual de las siete maravillas del mundo, del paradoxógrafo Filón de Bizancio, escrito en los siglos IV-V d. C. El método de elevación del agua mediante tornillo coincide con el descrito por Estrabón. Filón elogia la ingeniería y el ingenio de construir vastas zonas de suelo profundo, que tenían una masa tremenda, tan por encima del grado natural del terreno circundante, así como las técnicas de irrigación.

## Características
Los jardines estaban junto al palacio del Rey de Babilonia, contiguo al río, para que los viajeros los pudieran contemplar, ya que el acceso al pueblo estaba prohibido.
En la más alta de las terrazas se situaba un depósito de agua desde el cual corrían varios arroyos.
Los Jardines Colgantes de Babilonia no "colgaban" realmente en el sentido de estar suspendidos por cables o cuerdas. El nombre proviene de una traducción incorrecta de la palabra griega kremastos o del término en latín pensilis, que no significa exactamente "colgar" pero si "sobresalir", como en el caso de una terraza o de un balcón.
El geógrafo griego Estrabón, quien describió los jardines en el siglo I a. C., escribió:

“Éste consta de terrazas abovedadas alzadas unas sobre otras, que descansan sobre pilares cúbicos. Éstas son ahuecadas y rellenas con tierra para permitir la plantación de árboles de gran tamaño. Los pilares, las bóvedas, y las terrazas están construidas con ladrillo cocido y asfalto.”

Las excavaciones arqueológicas más recientes en la antigua ciudad de Babilonia, en el actual territorio de Irak, destaparon el asentamiento del palacio. Otros hallazgos incluyen la construcción abovedada con paredes gruesas y una irrigación cerca del palacio meridional.
Un grupo de arqueólogos examinó el área meridional del palacio y recreó la construcción abovedada como los Jardines Colgantes [cita requerida]. Sin embargo, el historiador griego Estrabón había indicado que los jardines estaban situados en el río [Éufrates], mientras que la construcción abovedada está alejada varios cientos de metros. Reconstruyeron el lugar del palacio y localizaron los jardines en el área que se extendía del río al palacio.

## La decadencia de los jardines
Con la posible decadencia de Babilonia y el fin del Imperio neobabilónico, los jardines fueron abandonados progresivamente. Cuando Alejandro Magno llegó a la ciudad en el siglo IV a. C. , los jardines ya estaban parcialmente en ruinas y totalmente abandonados. Finalmente los jardines fueron destruidos por el rey Evemero en el año 126 a. C.

## Dudas sobre su existencia

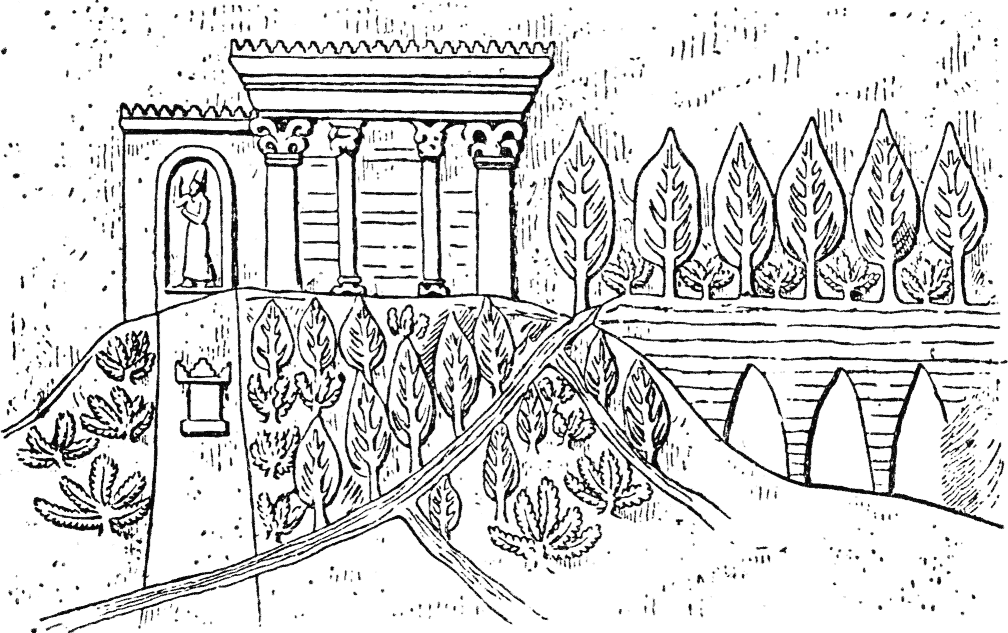
Esta copia de un bajo relieve del Palacio Norte de Ashurbanipal (669-631 a. C.) en Nínive muestra un lujoso jardín regado por un acueducto.

No está claro si los Jardines Colgantes fueron una construcción real o una creación poética, debido a la falta de documentación en las fuentes babilónicas contemporáneas. Tampoco se menciona a la esposa de Nabucodonosor, Amyitis (ni a ninguna otra esposa), aunque un matrimonio político con una meda o persa no habría sido inusual. Existen muchos registros de las obras de Nabucodonosor, sin embargo, sus largas y completas inscripciones no mencionan ningún jardín. Sin embargo, se dice que los jardines seguían existiendo en la época en que los escritores posteriores los describieron, y se considera que algunos de estos relatos provienen de personas que habían visitado Babilonia. Heródoto, que describe Babilonia en sus Historias, no menciona los Jardines Colgantes, aunque podría ser que los jardines aún no fueran bien conocidos por los griegos en el momento de su visita.
Hasta la fecha, no se han encontrado evidencias arqueológicas en Babilonia de los Jardines Colgantes. Es posible que existan evidencias bajo el Éufrates, que no pueden ser excavadas con seguridad en la actualidad. El río fluía al este de su posición actual durante la época de Nabucodonosor II, y poco se sabe de la parte occidental de Babilonia. Rollinger ha sugerido que Berossus atribuyó los Jardines a Nabucodonosor por razones políticas, y que había adoptado la leyenda de otro lugar.
Sin embargo, a principios del siglo XX, el arqueólogo Robert Koldewey excavó los cimientos de una serie de terrazas con canales para el agua distantes del río Éufrates algunos cientos de metros. Según este autor, los Jardines Colgantes no serían lineales, sino en círculo, formando un jardín privado y no a la vista del público. Otros asiriólogos como Donald Wiseman han defendido las teorías de Koldewey posteriormente.

## Plantas

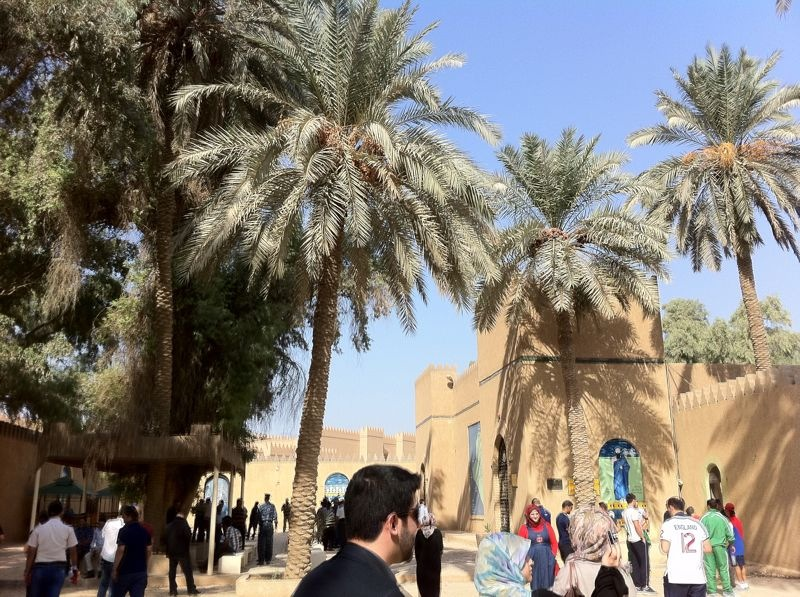
Las palmeras datileras son una especie arbórea común en Babilonia.

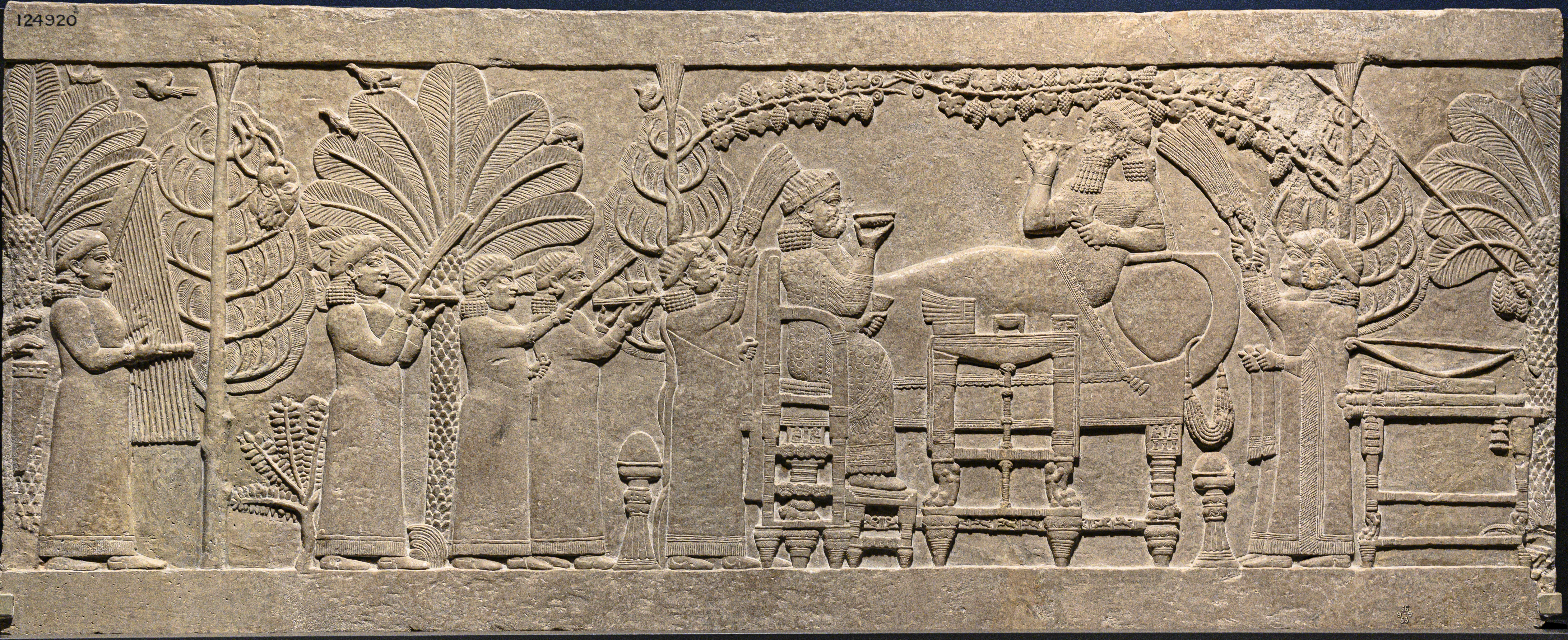
El relieve "Banquete en el jardín" representa a Ashurbanipal con su esposa sentados bajo una pérgola de vides trepadoras con uvas colgantes, también pequeños pájaros, rodeados de palmeras datileras y pinos frutales. La cabeza de un rey derrotado cuelga entre la primera y la segunda figura de la izquierda. Palacio Norte, Nínive, c. 645 a. C..